# Pożar lasu koło Żagania
Pożar lasu w ówczesnym Nadleśnictwie Szprotawa – ogień, najprawdopodobniej powstały w wyniku działań wojskowych, zauważono około godziny 13. 9 sierpnia 1992 roku. Początkowo rozgorzał teren poligonu wojskowego niedaleko wsi Czerna k. Żagania, gdzie spłonęło 500 ha lasu; następnie ogień przeniósł się na teren lasów państwowych Nadleśnictwa Szprotawa. Pierwszego dnia w akcji gaszenia pożaru brały udział jednostki Straży Pożarnej z ówczesnych województw: zielonogórskiego, legnickiego, jeleniogórskiego. W nocy poproszono o dalsze wsparcie. Do pomocy skierowano jednostki nawet z Opola. Na miejscu przebywał zastępca Komendanta Głównego Straży Pożarnej jak i kilku oficerów z Komendy Głównej. 
Dodatkowo, strażaków wspierały dwa helikoptery oraz samoloty gaśnicze PZL M18 Dromader. Jeden z nich – pierwszego dnia – podchodząc do lądowania w celu nabrania wody zawadził skrzydłem o drzewo i runął na ziemię. Pilot z doznanymi obrażeniami został hospitalizowany w żagańskim szpitalu.
Akcja gaśnicza trwała dwa dni (9–10 sierpnia). Z uwagi na specyfikę rozprzestrzeniania się ognia (pożar wierzchołkowy) były trudności z jego opanowaniem. Wieś Czerna, położona w bezpośrednim sąsiedztwie pożaru, przygotowywana była do ewakuacji, podobnie wieś Żaganiec. Poważnie zagrożona była stacja paliw CPN, zlokalizowana na przedmieściach Żagania, zaopatrująca w paliwa płynne zachodnią Polskę, jednak strażacy zdołali skutecznie ochronić ją przed eksplozją.
W sumie przy gaszeniu pożaru brało udział około 1700 osób (strażaków, żołnierzy, robotników leśnych), 120 jednostek straży pożarnej, dwa helikoptery, 6 samolotów gaśniczych Dromader, dwa czołgi gaśnicze. Spłonęło 3058 ha lasu; pożarzysko miało wymiar – 8 km długości na 4 km szerokości.